# Synagoge (Cavaillon)

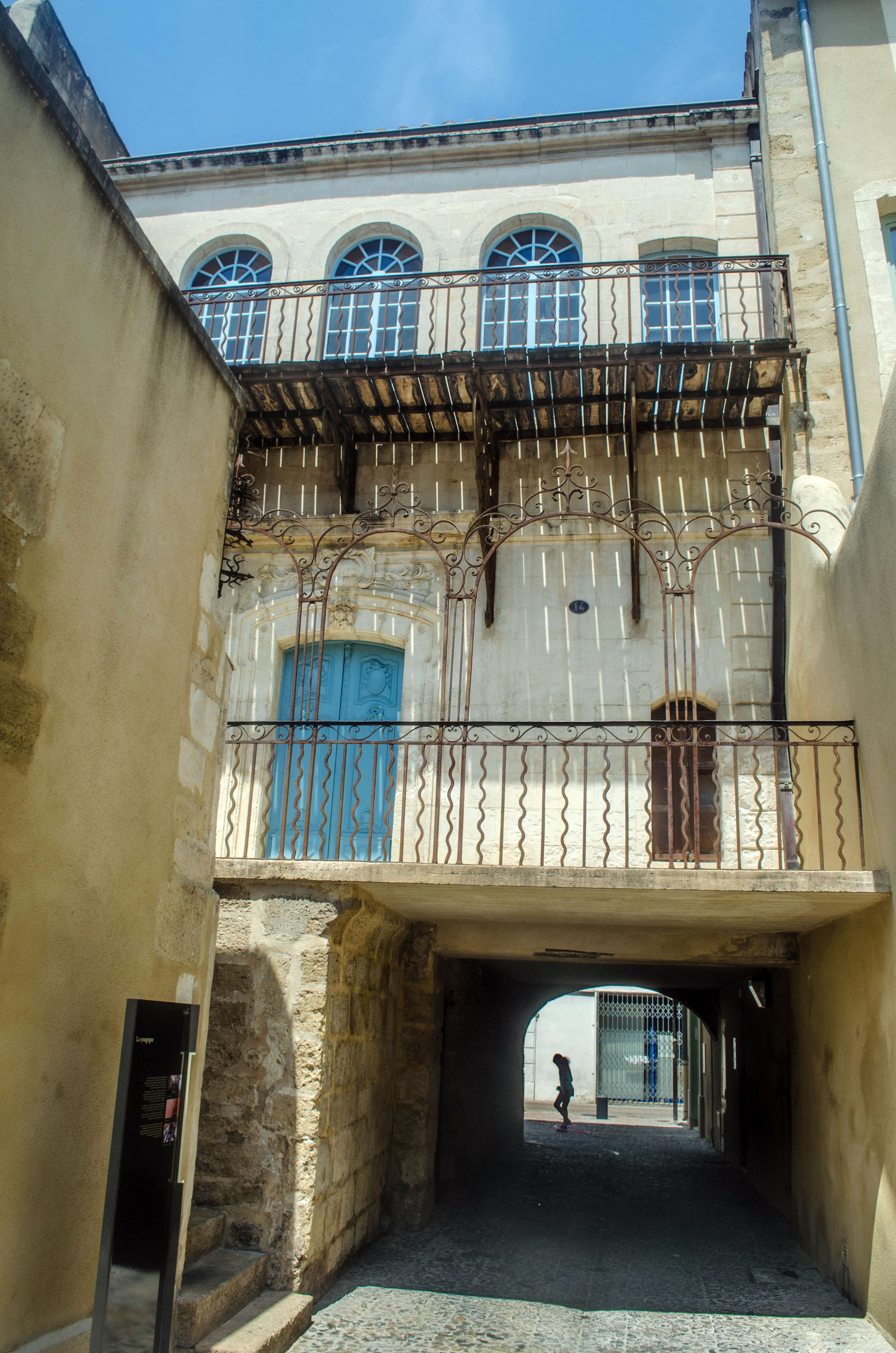
Synagoge in Cavaillon

Die Synagoge in Cavaillon, einer französischen Gemeinde im Département Vaucluse der Region Provence-Alpes-Côte d’Azur, wurde ursprünglich im 15. Jahrhundert errichtet. Die Synagoge in der Rue Hébraïque ist seit 1924 ein geschütztes Baudenkmal (Monument historique).
Die von 1772 bis 1774 wieder aufgebaute Synagoge befindet sich im ersten Stock und enthält Möbel im Louis-quinze-Stil sowie ein jüdisch-comtadinisches Museum. Der mittelalterliche Turm ist der einzige Rest des Synagogengebäudes aus dem 15. Jahrhundert.
Der untere Saal, früher der Versammlungsort der Frauen, beherbergt heute die Sammlungen des Museums.

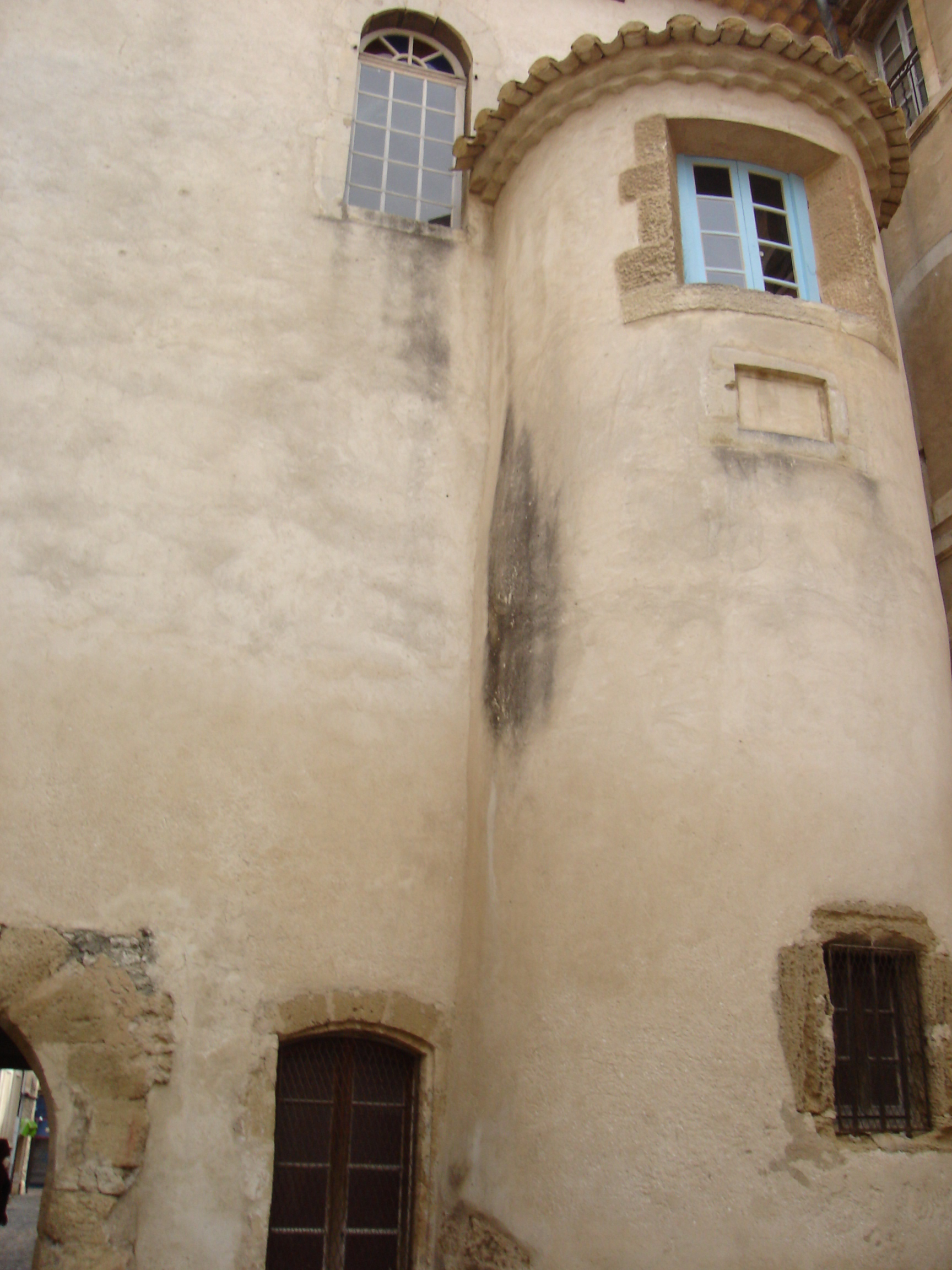
Mittelalterlicher Turm
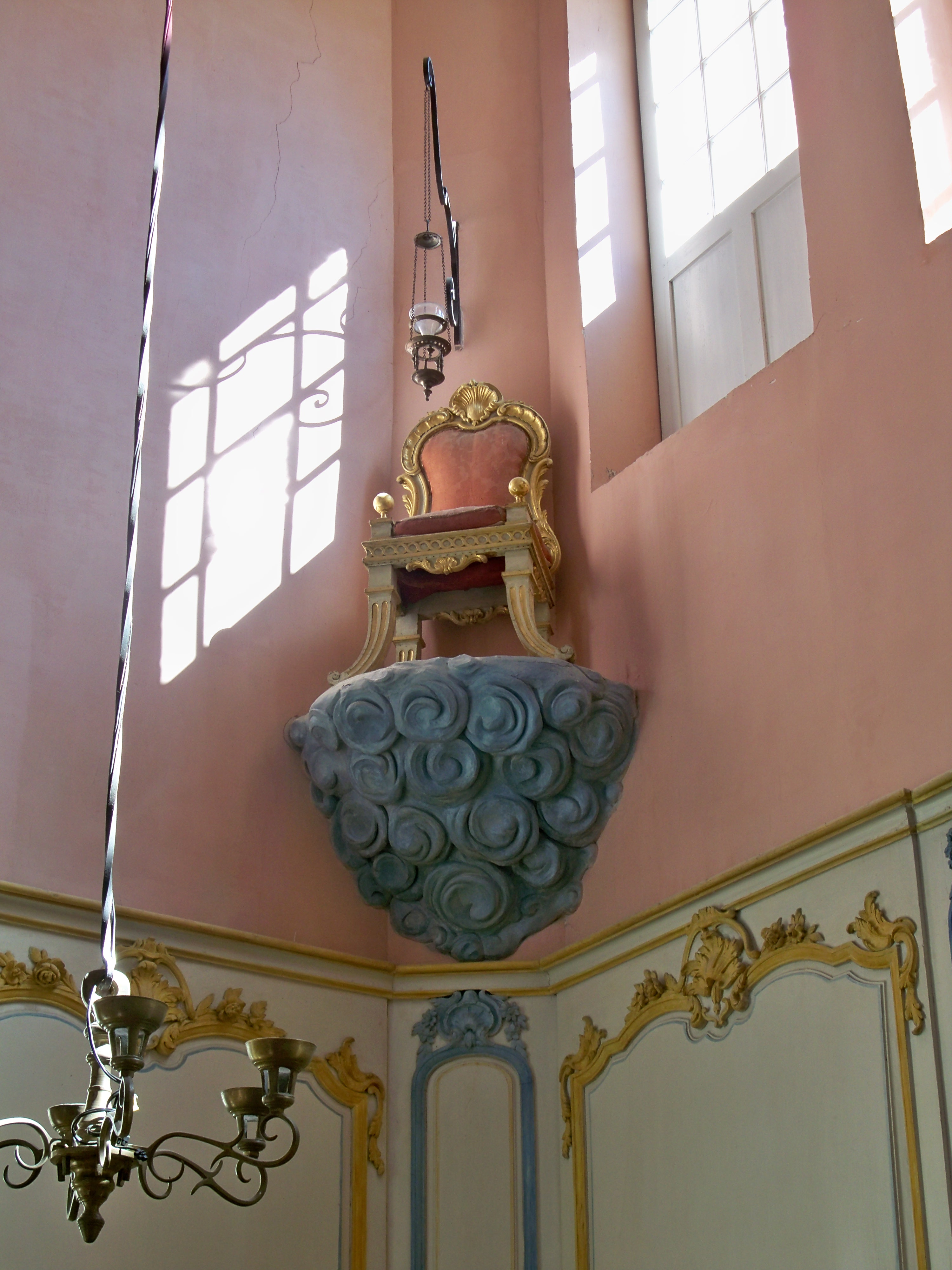
Stuhl des Propheten Elias
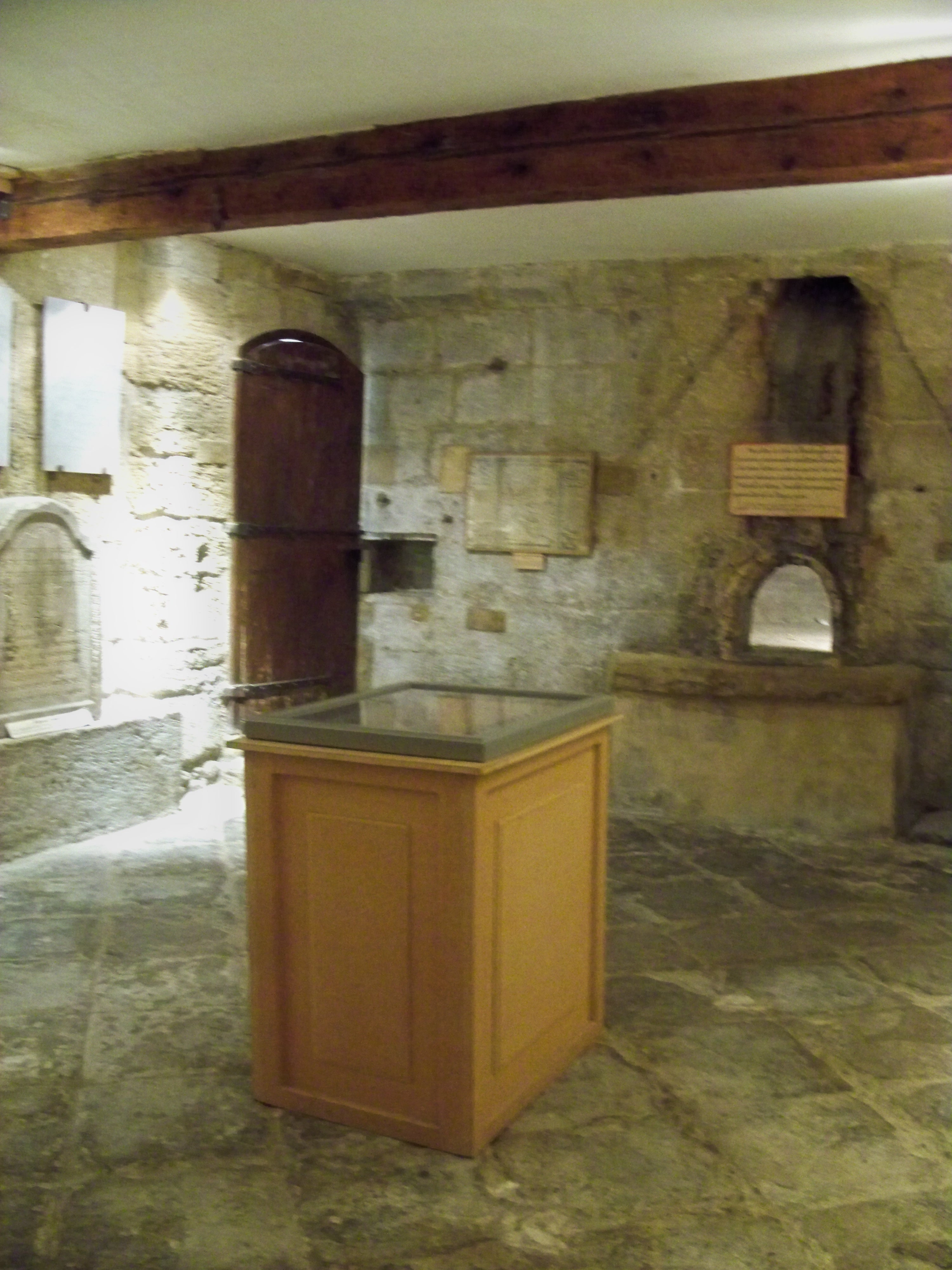
Unterer Saal, ursprünglich die Frauensynagoge
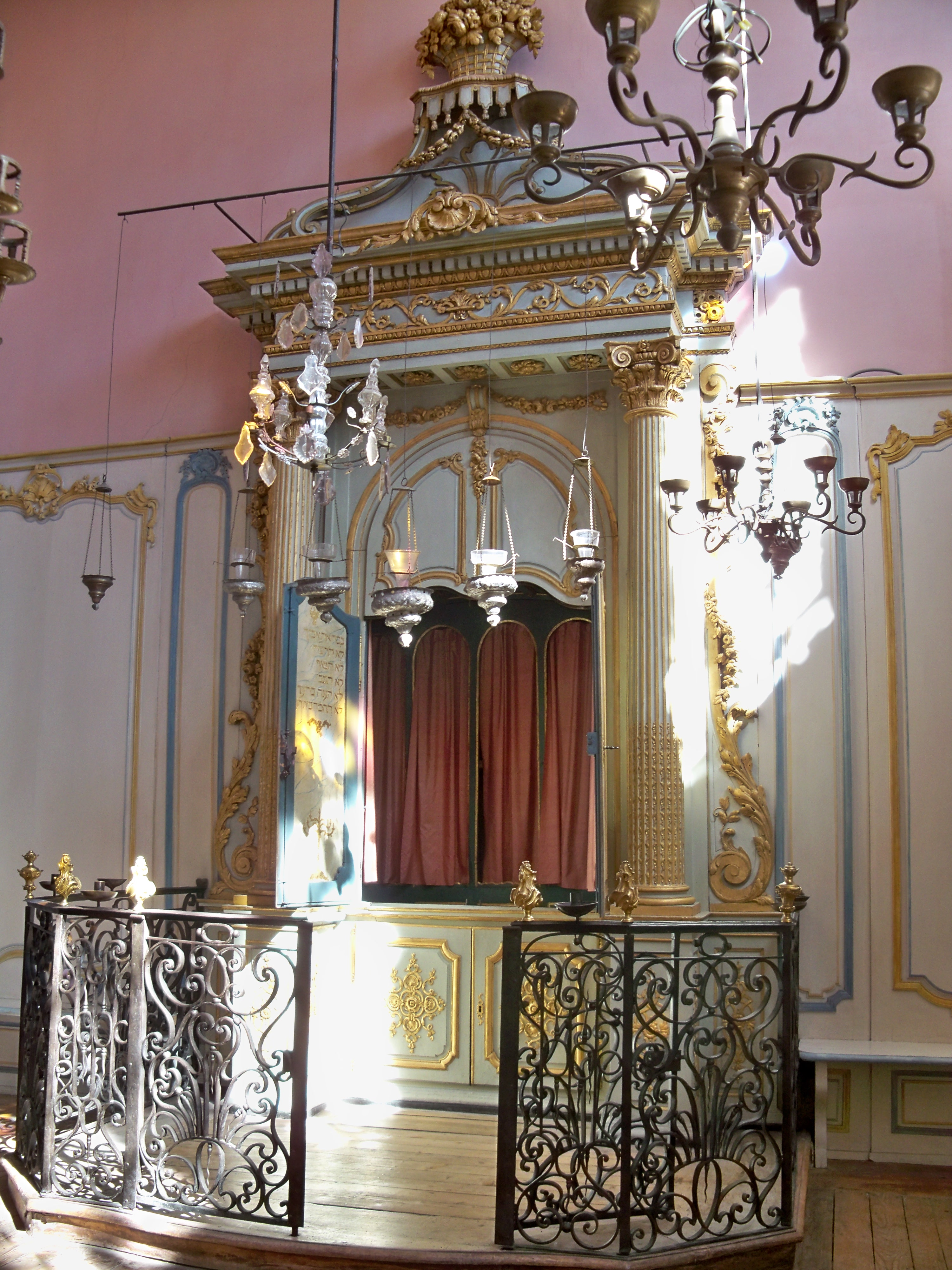
Toraschrein